# タタバーニャ

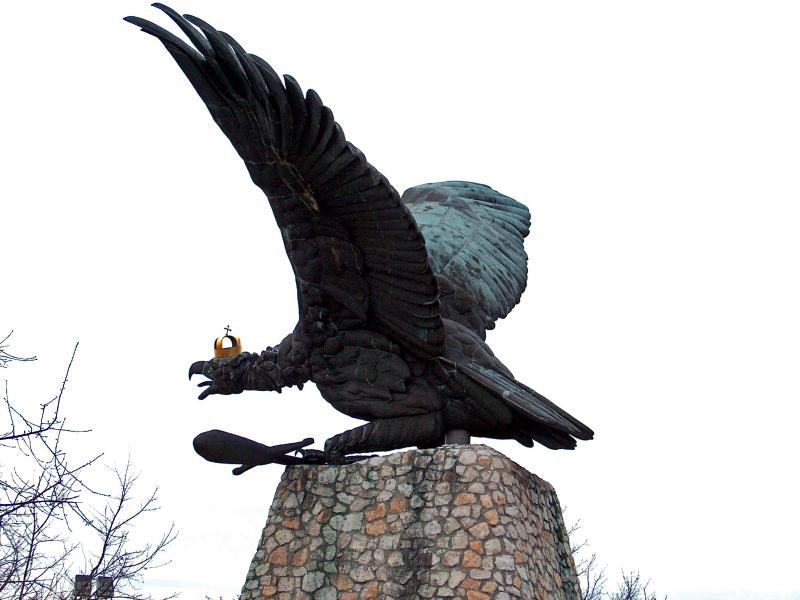
伝説の怪鳥トゥルルの像。ハンガリーの建国神話と結びついている。

タタバーニャ（ハンガリー語:Tatabánya、ドイツ語:Totiserkolonie）は、ハンガリーの都市。コマーロム・エステルゴム県の県都。

## 地勢・産業
ゲレチェ山脈に近く、その豊富な地下資源から鉱業が発展した。オーストリアとハンガリーを結ぶ交通の要所であり、ウィーンとブダペシュトを結ぶ鉄道がタタバーニャを通過する。近隣の都市としては、約45キロ東の首都ブダペシュト、35キロ北東のエステルゴム、40キロ南のセーケシュフェヘールヴァールなどが挙げられる。約30キロ北西のコマーロム（スロヴァキア側はコマールノを参照）がドナウ川に面する国境沿いの都市であり、ドナウ川を越えるとスロヴァキアに入る。

## 歴史
現在のタタバーニャは、かつてあったいくつかの集落が第二次世界大戦後に結びついて成立したものであり、その集落が史料上で最初にみられるのは1288年である。オスマン帝国、ハプスブルク家などの支配を経て、第一次世界大戦後に独立を果たしたハンガリーの領土となった。第二次世界大戦後、共産党政権下で工業化が推進され、1950年にはコマーロム県（現在は合併を経てコマーロム・エステルゴム県）の県都になった。その工業化の成果は高く掲げられたが、社会主義経済の行き詰まりと東欧革命にともなう共産党政権の崩壊を経て、街の経済は非常に厳しい状況へと陥った。

## スポーツ
FCタタバーニャが、タタバーニャを本拠地とするサッカークラブ。現クラブの起源は1910年までさかのぼる。（2002年に改組されて新クラブとなった。）2005年に1部昇格を果たし、そのシーズンを5位の成績で終えた。

## 姉妹都市
- - アーレン, ドイツ
- - イジェフスク, ロシア
- - オドルヘユ・セクイエスク, ルーマニア
- - クライストチャーチ, イギリス
- - パザルジク, ブルガリア
- - フェアフィールド, アメリカ合衆国
- - ベンジン, ポーランド

## 出身者
- カッシャイ・ヴィクトル：サッカー審判員
- キプリッチ・ヨージェフ：サッカー選手、サッカー指導者
- チェルノビツキ・エーヴァ：柔道家
- フェヘール・ミクローシュ：サッカー選手
- ベーラ・コヴァーチ：クラリネット奏者